# Don't Look Up
Don't Look Up è un film del 2021 scritto e diretto da Adam McKay.
L'impatto astronomico descritto nel film è un'allegoria del riscaldamento globale e il film è una satira sull'indifferenza dei governi e dei media nei confronti dell'emergenza.

## Trama
La dottoranda in astronomia Kate Dibiasky scopre l'esistenza di una cometa non ancora identificata. Il suo professore, Randall Mindy, calcolandone la traiettoria, si accorge che il corpo celeste colpirà in pieno la Terra in sei mesi e 14 giorni e che le sue dimensioni sono tali da comportare la distruzione completa di qualsiasi forma di vita sul pianeta e anche ulteriori verifiche successive confermano il calcolo del professore. I due quindi, insieme al funzionario governativo Teddy Oglethorpe, che si occupa proprio di eventuali pericoli di questo tipo, si recano subito alla Casa Bianca per cercare di evitare la catastrofe, ma la presidente degli Stati Uniti, Janie Orlean, non ha alcuna intenzione di occuparsene in quanto presa dai suoi calcoli elettorali. Impone, pertanto, di mantenere segreta la notizia.
Randall, Kate e Teddy decidono di disobbedire e tentano di informare la cittadinanza attraverso un popolarissimo programma televisivo, il "Daily Rip", condotto da Brie Evantee e Jack Bremmer: Kate però, irritata per il tono troppo leggero e scettico con cui la notizia viene trattata durante la trasmissione, dà in escandescenze in diretta, perdendo qualsiasi credibilità e diventando lo zimbello del web. Le cose cambiano quando la presidente Orlean resta coinvolta in uno scandalo a luci rosse e, per deviare l'attenzione, decide di occuparsi del pericolo annunciato dai tre astronomi, assegnando a Randall il ruolo di scienziato di riferimento ufficiale per tranquillizzare la popolazione e al tempo stesso farla diventare l'eroina che salverà il mondo. Randall acquista quindi una vasta popolarità anche grazie al sostegno di Brie, che diventa sua amante e lo allontana dalla moglie.
La notizia della catastrofe imminente viene comunicata al mondo in maniera spettacolare e viene organizzato, con gran clamore mediatico, il lancio di una flotta di astronavi e missili per colpire e deviare la cometa, salvando il pianeta. L'operazione viene però annullata subito dopo il suo avvio quando l'imprenditore Peter Isherwell, fondatore e amministratore di un'azienda di alta tecnologia che realizza prodotti di successo basati sull'intelligenza artificiale e anche uno dei maggiori finanziatori della presidente, annuncia che il nucleo della cometa è ricchissimo di materiali rari preziosi, fondamentali per le tecnologie cellulari, e che il ritorno economico che potrebbe derivarne per gli Stati Uniti sarebbe così cospicuo da valere la pena di sfruttare l'occasione. Si organizza quindi un piano alternativo, basato sulle tecnologie sviluppate da Isherwell, che prevede di frantumare la cometa in piccoli meteoriti innocui per poi sfruttarne commercialmente i materiali, una volta recuperati.
Kate e Teddy vengono emarginati ed esclusi dall'operazione, mentre Randall, finalmente resosi conto di esser stato manipolato dalla presidente e di come il piano di Isherwell sia molto più aleatorio di quanto fatto credere, dato che tutte le richieste di verifica dei calcoli vengono ignorate, si ribella alla situazione in diretta televisiva e abbandona tutto per cercare di riconciliarsi con la sua famiglia. Nel frattempo il mondo si divide ormai tra chi esige la distruzione totale della cometa, chi urla all'allarmismo ingiustificato e chi addirittura nega che la cometa esista davvero, sostenuto in questo da un'accesa campagna con lo slogan "Don't look up" (Non guardate su) guidata dalla stessa presidente e da suo figlio Jason, un incapace vanitoso nominato dalla madre capo di gabinetto.
Il folle piano della Casa Bianca però fa cilecca e così, una volta capito che non ci sono più speranze, la presidente, Peter e altri ricchissimi americani fuggono segretamente nello spazio a bordo di un'astronave ipertecnologica attrezzata per ibernare i passeggeri e raggiungere un possibile pianeta extrasolare abitabile. Nella concitazione del momento, la presidente sbadatamente abbandona anche il figlio Jason, ignaro di tutto. Randall e Kate, ormai rassegnati all'inevitabile, passano i loro ultimi istanti con serenità, insieme alla riconciliata famiglia di lui, a Teddy e a Yule, un giovane innamorato di Kate. La cometa colpisce infine la Terra come previsto dai calcoli degli astronomi, causando morte e distruzione in una catastrofe totale senza precedenti.
Dopo più di 22 000 anni dall'impatto che ha distrutto la Terra, l'astronave presidenziale atterra su un pianeta alieno ricco di vegetazione. I suoi passeggeri si destano nudi dal sonno criogenico e, mentre danno un'occhiata all'ambiente circostante, vengono avvicinati da colorate creature simili a struzzi  e apparentemente pacifiche, i Bronteroc, che però, come primo gesto, divorano la presidente per poi circondare gli altri sopravvissuti, che comunque rappresentano l'estinzione della razza umana, essendo quasi tutti anziani e attempati.
Al termine dei titoli di coda, come scena finale, si vede Jason uscire dalle macerie del centro di controllo della missione fallita, unico sopravvissuto all'estinzione della vita sulla Terra e ancora illuso che la madre possa tornare da lui, mentre documenta il tutto sul suo telefono sperando di ricevere almeno qualche like.

## Produzione
L'8 novembre 2019 la Paramount Pictures ha annunciato il progetto, con Adam McKay come regista, sceneggiatore e produttore. Il 19 febbraio 2020, Netflix ha acquistato il film dalla Paramount.
Per partecipare al film, Leonardo DiCaprio ha percepito un compenso di 30 milioni di dollari, mentre Jennifer Lawrence ha ricevuto un cachet di 25 milioni di dollari.

### Riprese
Le riprese del film, che sarebbero dovute iniziare nell'aprile 2020, furono rimandate a causa della pandemia di COVID-19, per cui sono iniziate il 18 novembre 2020 a Boston e si sono concluse il 18 febbraio 2021.

## Promozione
Il primo teaser trailer del film è stato diffuso l'8 settembre 2021, mentre il trailer il 16 novembre.

## Distribuzione
Il film è stato distribuito limitatamente in alcuni cinema statunitensi a partire dal 10 dicembre 2021, in Italia dall'8 dicembre e su Netflix dal 24 dicembre dello stesso anno.

## Accoglienza

### Critica
Le prime reazioni della critica statunitense sono state positive, soprattutto per il cast: IndieWire definisce il film "brillante e divertente" elogiando l'interpretazione di Leonardo DiCaprio; Erik Davis di Fandango promuove la "divertente satira sull'apocalisse"; Scott Feinberg del The Hollywood Reporter elogia "le performance di uno dei migliori cast di sempre"; anche Jazz Tangcay di Variety elogia il cast e pone il film tra i favoriti ai Premi Oscar 2022; secondo Scott Menzel di We Live Entertainment è "il film più divertente dell'anno" augurando la candidatura agli Oscar per la canzone Just Look Up di Ariana Grande.
Antonio Dipollina de la Repubblica definisce il film «capolavoro o pasticcio»; Roberto Nepoti, sempre su la Repubblica, ha ritenuto che la pellicola rappresentasse con una certa banalità i temi trattati, dando un voto di 2,5 su 5; Teresa Marchesi, di Domani, si sofferma sul «genere indefinibile» del film, che «oscilla tra la satira politica e il catastrofismo consapevole, passando per la fantascienza profetica», esprimendo un giudizio positivo sulla pellicola; per Gianmaria Tammaro, de La Stampa, la pellicola propone un sistema dei personaggi che, seppur ben congegnato, rappresenta la realtà con eccessiva semplificazione, andando a proporre una critica superficiale della società.
Sul sito di recensioni Rotten Tomatoes riporta nella sezione della critica professionale un punteggio pari al 55% con un totale di 307 recensioni e un voto di 6.30 su 10, con il consenso generale che recita: "Don't Look Up punta troppo in alto perché i suoi colpi sparsi possano colpire in modo indiscriminato, ma la satira costellata di stelle del cinema di Adam McKay colpisce il suo obiettivo di negazione collettiva". La sezione del pubblico ha invece accolto positivamente il film, assegnandoli un punteggio pari al 78%.
Su Metacritic riporta invece un punteggio pari a 49 su 100 basato su un totale di 52 recensioni e un voto di 6.6 su 10.

### Primati
Il film è risultato essere il più visto su Netflix in Italia nel periodo di Natale 2021 e nel gennaio 2022 è diventato il secondo film più visto di sempre sulla piattaforma.

## Riconoscimenti
- 2022 - Premio Oscar[21]
  - Candidatura per il miglior film
  - Candidatura per la migliore sceneggiatura originale ad Adam McKay e David Sirota
  - Candidatura per la migliore colonna sonora a Nicholas Britell
  - Candidatura per il miglior montaggio ad Hank Corwin
- 2022 - Golden Globe[22]
  - Candidatura per il miglior film commedia o musicale
  - Candidatura per la migliore attrice in un film commedia o musicale a Jennifer Lawrence
  - Candidatura per il miglior attore in un film commedia o musicale a Leonardo DiCaprio
  - Candidatura per la migliore sceneggiatura ad Adam McKay
- 2021 - National Board of Review[23]
  - Migliori dieci film dell'anno
- 2022 - ACE Eddie Awards[24]
  - Candidatura per il miglior montaggio in un film commedia ad Hank Corwin
- 2022 - Premio BAFTA[25][26]
  - Candidatura per il miglior film
  - Candidatura per la migliore sceneggiatura originale ad Adam McKay
  - Candidatura per il miglior attore protagonista a Leonardo DiCaprio
  - Candidatura per la migliore colonna sonora a Nicholas Britell
- 2022 - Critics' Choice Awards[27]
  - Candidatura per il miglior film
  - Candidatura per il miglior cast
  - Candidatura per la miglior sceneggiatura originale ad Adam McKay
  - Candidatura per la miglior commedia
  - Candidatura per la miglior colonna sonora a Nicholas Britell
  - Candidatura per la miglior canzone ad Ariana Grande per Just Look Up
- 2022 - Critics Choice Super Awards[28]
  - Candidatura per il miglior film di fantascienza
  - Candidatura per il miglior attore in un film di fantascienza a Leonardo DiCaprio
  - Candidatura per il miglior attore in un film di fantascienza a Cate Blanchett
  - Candidatura per il miglior attore in un film di fantascienza a Jennifer Lawrence
- 2022 - David di Donatello[29]
  - Candidatura per il miglior film straniero
- 2022 - MTV Movie & TV Awards[30]
  - Candidatura per la miglior canzone ad Ariana Grande e Kid Cudi per Just Look Up
- 2022 - Producers Guild of America Awards[31]
  - Candidatura al Darryl F. Zanuck Award per il miglior film
- 2022 - San Diego Film Critics Society Awards[32]
  - Miglior cast
- 2022 - Screen Actors Guild Award[33]
  - Candidatura per il miglior cast cinematografico
- 2022 - Writers Guild of America Award[34][35]
  - Miglior sceneggiatura originale ad Adam McKay, storia di Adam McKay e David Sirota